# Бурхард IX фон Хоенберг–Наголд
Бурхард IX фон Хоенберг–Наголд] (на немски: Burchard IX von Hohenberg; Burchard IX von Nagold; */† 14 век) от линията Цолерн-Хоенберг на швабската фамилия Хоенцолерн е граф на Хоенберг-Вилдберг и господар на Наголд.

## Произход
Той е син на граф Ото II фон Хоенберг, господар фон Наголд († 1379/1385) и първата му съпруга Кунигунда фон Вертхайм († 1358), дъщеря на граф Рудолф IV фон Вертхайм († 1355) и Елизабет Райц фон Бройберг († 1358). Баща му се жени втори път пр. 13 юли 1371 г. за Ирменгард фон Верденберг († 1379).

## Фамилия
Бурхард IX се жени сл. 5 април 1356 г. за Верена фон Хабсбург-Лауфенбург, вдовица на Филипино Гонзага († 1356), дъщеря на граф Йохан II фон Хабсбург-Лауфенбург († 1380) и Верена дьо Ньофшател († 1372). Те имат две деца:
- Рудолф VI († 1409/1422), женен пр. 24 ноември 1402 г. за Маргарета фон Тирщайн († сл. 1429)
- Анна († 1421), умира като приореса в Ройтхин, омъжена I. за граф Фридрих X фон Хоенцолерн († 1412), II. 1413 г. за граф Конрад VII фон Кирхберг († 1417)